# Jaco van der Walt
Pour les articles homonymes, voir Van der Walt.

a Compétitions nationales et continentales officielles uniquement.

b Matchs officiels uniquement.
Dernière mise à jour le 25 novembre 2023.
Jaco van der Walt, né le 1er février 1994 à Randfontein (Afrique du Sud) est un joueur international écossais d'origine sud-africaine de rugby à XV, évoluant au poste de demi d'ouverture avec les Bulls en United Rugby Championship.

## Biographie
Formé par les Golden Lions, il joue quatre saisons professionnelles en Currie Cup et trois, très partielles, en Super Rugby avec les Lions.
En novembre 2017, il quitte son pays natal pour lancer sa carrière en Europe. Il s'impose rapidement comme le titulaire à son poste de demi d'ouverture dans son nouveau club d'Édimbourg.
Grâce à plusieurs années de résidence en Écosse, il est appelé, à 26 ans, avec l'équipe nationale écossaise lors de la Coupe d'automne des nations en 2020. Le 5 décembre 2020, il connaît sa première cape internationale contre l'Irlande en match de classement.
À l'issue de la saison 2022-2023, il fait son départ d'Écosse et retourne en Afrique du Sud chez les Bulls, étant en manque de temps de jeu dans la capitale écossaise.